# Wiener Philharmoniker

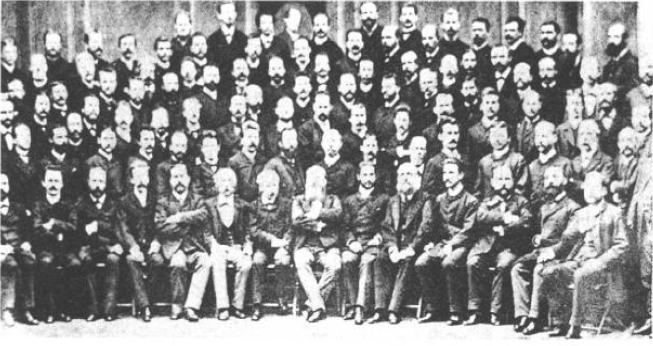
Wiener Philharmoniker ten tijde van Mahler

De Wiener Philharmoniker is een in Wenen gevestigd Oostenrijks symfonieorkest, dat in 1842 werd opgericht. Naast concerten in de thuisbasis, de Wiener Musikverein, en diverse andere zalen, is het ook het orkest van de Weense Staatsopera onder de naam Orchester der Wiener Staatsoper.

## Geschiedenis
De dirigent en componist Otto Nicolai begon in 1842 met een Philharmonische Akademie, die jaarlijks enkele concerten verzorgde. Vanaf het begin was het een geheel onafhankelijk orkest waarin de leden bij meerderheid van stemmen besluiten nemen. Onder leiding van verschillende grote dirigenten bereikte het orkest spoedig een tot dan toe ongekend hoog niveau. Tot de dirigenten die het orkest leidden, behoren Hans Richter, Gustav Mahler, Richard Strauss, Bruno Walter, Clemens Krauss en Wilhelm Furtwängler. Na 1933 heeft het orkest geen chef-dirigent meer gekend. Niettemin valt een aantal dirigenten te noemen die vaak de Wiener Philharmoniker hebben gedirigeerd, onder wie Herbert von Karajan, Josef Krips, Claudio Abbado, Leonard Bernstein, Carlos Kleiber, Riccardo Muti, Karl Böhm en Bernard Haitink.

## Werkwijze
Om orkestlid te worden moet men eerst drie jaar bij het orkest van de Weense Staatsopera gespeeld hebben. De leden van het orkest beslissen na deze tijd of men tot de Wiener Philharmoniker wordt toegelaten. Lange tijd konden vrouwen geen lid van dit orkest worden, al mochten zij incidenteel wel meespelen. Vanaf 1997 mochten zij auditie doen. Vanaf september 2008 wordt de positie van eerste concertmeester aan de Weense Staatsopera bezet door een vrouw. Typerend voor het orkest is de zogeheten Duitse opstelling, met achteraan de contrabassen. De typische intense klank van de violen, de ietwat laag gestemde hobo, de krachtige Weense hoorns en de open pauken, en niet het minst het gevoel voor rubato dragen bij aan de zeer herkenbare orkestklank. Dit orkest behoort tot de beroemdste orkesten ter wereld en werd in 2006 door Le Monde de la musique bovenaan een rangschikking geplaatst, gevolgd door het Amsterdamse Koninklijk Concertgebouworkest en de Berliner Philharmoniker. Het orkest maakt vele geluidsopnamen in de fameuze Großer Saal van de Wiener Musikverein.

## Nieuwjaarsconcert
Op 31 december 1939 stelde Clemens Krauss de traditie van de Nieuwjaarsconcerten in met muziek van en rond de componistenfamilie Strauss. Sinds de wereldwijde uitzending hiervan op televisie bereikt het orkest jaarlijks een geschat publiek van zowat 60 miljoen kijkers in meer dan veertig landen.
Ook een sinds 2004 jaarlijks terugkerend evenement is het Sommernachtskonzert, het zomerconcert in de tuin van Schloss Schönbrunn. Dit concert wordt Europawijd uitgezonden, is gratis te bezoeken en wordt jaarlijks bezocht door meer dan 100.000 bezoekers. De dirigent en het programma variëren elk jaar, maar traditiegetrouw wordt Wiener Blut van Johann Strauss jr. gespeeld, sinds 2015 veelal als afsluiter.

## Discografie (selectie)
De eerste opname van de Wiener Philharmoniker dateert uit 1937. Onder leiding van Bruno Walter werd Mahlers Das Lied von der Erde opgenomen op Columbia-78 toerenplaten. Sindsdien heeft het orkest een zeer uitgebreide discografie opgebouwd op langspeelplaten, cd's en dvd's. Hieronder een uiterst beperkte selectie.     

### Albums
| Album met eventuele hitnotering(en) in de Nederlandse Album Top 100 | Datum van verschijnen | Datum van binnenkomst | Hoogste positie | Aantal weken | Opmerkingen                                                                                                |
| ------------------------------------------------------------------- | --------------------- | --------------------- | --------------- | ------------ | --- |
| Chopin - The piano concertos                                        | 2009                  | 16-05-2009            | 98              | 1            | Pianoconcert nr. 1 (Chopin) en Pianoconcert nr. 2 (Chopin) met Lang Lang (piano) en Zubin Mehta (dirigent) |

| Album met hitnotering(en) in de Vlaamse Ultratop 200 albums | Datum van verschijnen | Datum van binnenkomst | Hoogste positie | Aantal weken | Opmerkingen           |
| ----------------------------------------------------------- | --------------------- | --------------------- | --------------- | ------------ | --------------------- |
| Nieuwjaarsconcert / Walsen - Strauss                        | 1995                  | 23-12-1995            | 9               | 6            |                       |
| Neujahrskonzert 2011                                        | 07-01-2011            | 22-01-2011            | 90              | 1            | met Franz Welser-Möst |
| New year's concert 2013 / Neujahrskonzert 2013              | 2013                  | 12-01-2013            | 167             | 1*           | met Franz Welser-Möst |

Tegenwoordig zijn er ook opnames van deze concerten te vinden op o.a. iTunes.

### Dvd's
| Dvd's met hitnoteringen in de DVD Top 30 | Datum van verschijnen | Datum van binnenkomst | Hoogste positie | Aantal weken | Opmerkingen          |
| ---------------------------------------- | --------------------- | --------------------- | --------------- | ------------ | -------------------- |
| Neujahrskonzert 2012                     | 2012                  | 28-01-2012            | 18              | 1            | met Mariss Jansons   |
| Neujahrskonzert 2014                     | 2014                  | 08-02-2014            | 21              | 1            | met Daniel Barenboim |
| Neujahrskonzert 2016                     | 2016                  | 06-02-2016            | 1(1wk)          | 5            | met Mariss Jansons   |
| Neujahrskonzert 2017                     | 2017                  | 04-02-2017            | 2               | 6            | met Gustavo Dudamel  |
| Neujahrskonzert 2018                     | 2018                  | 03-02-2018            | 6               | 5            | met Riccardo Muti    |